# Fontaine-les-Ribouts
Fontaine-les-Ribouts é uma comuna francesa na região administrativa do Centro, no departamento Eure-et-Loir. Estende-se por uma área de 7,18 km². Em 2010 a comuna tinha 207 habitantes (densidade: 28,8 hab./km²).